# Аксель Гудбранд Блітт

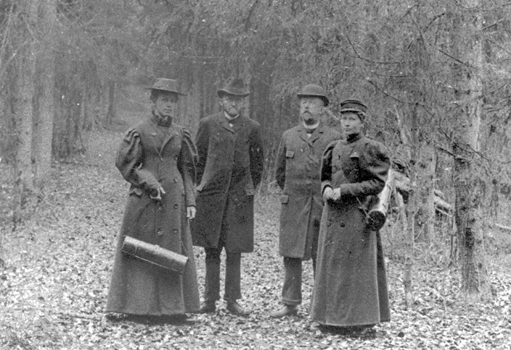
Зліва направо, Аста Лунделл (1875—1915), Уве Даль (1862—1940), Аксель Гудбранд Блітт, Текля Ресволл (1871—1948)

Аксель Гудбранд Блітт (норв. Axel Gudbrand Blytt; 19 травня 1843 — 18 липня 1898) — норвезький ботанік та геолог. Син ботаніка Маттіаса Нумсена Блітта.

## Життєпис
Аксель Гудбранд Блітт народився 19 травня 1843 року у Християнії.
У 1860 році закінчив школу, продовжив навчання в Університеті Осло, де вивчав медицину. Під впливом батька, професора Університету Осло Маттіаса Нумсена Блітта зацікавився ботанікою. Починаючи з 1865 року працював хранителем гербарію Університету Осло. У 1869 році Блітт був нагороджений Золотою медаллю Кронпринца (Kronprinsens gullmedalje)
. Значну частину свого часу Аксель присвятив завершенню роботи батька, Norges flora. У 1877—1878 роках Блітт здійснив мандрівку Європою, відвідував лекції у різних університетах. У 1880 році він став професором ботаніки.
Аксель Гудбранд Блітт помер 18 липня 1898 року в Осло. У 1906 році ботанік Уве Даль доповнив та видав його працю Haandbog i Norges flora.

## Ботанічніепоніми
- Blyttiomyces A.F.Bartsch(інші мови), 1939
- Briardia blyttiana Rostr.(інші мови), 1891
- Bryum axel-blyttii H.Philib.(інші мови), 1889 [syn.  Ptychostomum axel-blyttii(інші мови) (H.Philib.) J.R.Spence(інші мови), 2007]
- Micropeltis blyttii Rostr., 1891
- Puccinia blyttiana Lagerh., 1892
- Puccinia blyttii De Toni(інші мови), 1888

## Окремі публікації
- Botanisk Reise i Valders og de tilgrændsende Egne [Архівовано 8 листопада 2021 у Wayback Machine.], 1864
- Om Vegetationsforholdene ved Sognefjorden [Архівовано 2 червня 2018 у Wayback Machine.], 1869
- Vore beste spiselige Soparter [Архівовано 27 жовтня 2021 у Wayback Machine.], 1869
- Christiania Omegns Phanerogamer og Bregner [Архівовано 2 червня 2018 у Wayback Machine.], 1870
- Spiselige Lavarter, 1870
- Norges Flora. Andel og tredie Del [Архівовано 2 червня 2018 у Wayback Machine.], 2 volumes, 1874–76
- Haandbog i Norges flora (completed and published by Ove Dahl), 1906